# Jhalokati
Jhalokati (engelska: Jhalokati District) är ett distrikt i Bangladesh.   Det ligger i provinsen Barisal, i den södra delen av landet, 130 km söder om huvudstaden Dhaka. Antalet invånare är 682 669. Arean är 758 kvadratkilometer.
Terrängen i Jhalokati är mycket platt.
Trakten runt Jhalokati består till största delen av jordbruksmark. Runt Jhalokati är det mycket tätbefolkat, med 1 177 invånare per kvadratkilometer.